# Sténio Vincent
Sténio Joseph Vincent (ur. 22 lutego 1874, zm. 3 września 1959) – prezydent Haiti od 18 listopada 1930 do 15 maja 1941.
Adwokat, pisarz, dyplomata i działacz polityczny, Vincent zanim objął urząd prezydenta, był burmistrzem haitańskiej stolicy, Port-au-Prince, oraz ministrem spraw wewnętrznych i przewodniczącym senatu. Wygrał kampanię prezydencką w 1930 roku, skupiając się na amerykańskiej okupacji wyspy (1915–1934) i oskarżając sprawującego władzę prezydenta Louisa Eugène Roya o nieudolność. Po przejęciu władzy zaczął jednak przejawiać dyktatorskie zapędy, czego kulminacją była otwarty konflikt z senatem w 1935 roku. Prowadził politykę proamerykańską. W 1934 osiągnął wycofanie wojsk amerykańskich z Haiti. Jego popularność spadła po masakrze 15 tys. Haitańczyków, pracujących w sąsiedniej Dominikanie pod rządami Rafaela Trujillo.
Vincent ustąpił w 1941 roku, a władzę prezydencką objął Élie Lescot.